# Администратор Агентства по охране окружающей среды
Администратор агентства по охране окружающей среды (англ. Administrator of the Environmental Protection Agency) — глава федерального Агентства США по охране окружающей среды. Входит в состав Кабинета президента США.
Администратором агентства по охране окружающей среды до 20 января 2017 года являлась Джина Маккарти, назначенная президентом Бараком Обамой 11 апреля 2013 года и утверждённая Сенатом 18 июля 2013 года.

## Список администраторов
| Администратор           | Администратор | Срок нахождения на посту          | Президент                   |
| ----------------------- | ------------- | --------------------------------- | --------------------------- |
| Уильям Рукехауз         |               | 4 декабря 1970 — 30 апреля 1973   | Ричард Никсон               |
| Роберт Фрай             |               | 30 апреля 1973 — 12 сентября 1973 | Ричард Никсон               |
| Рассел Трейн            |               | 12 сентября 1973 — 20 января 1977 | Ричард Никсон Джеральд Форд |
| Джон Куарльз-младший    |               | 21 января 1977 — 6 марта 1977     | Джимми Картер               |
| Дуглас Кастл            |               | 7 марта 1977 — 20 января 1981     | Джимми Картер               |
| Стив Джеллинек          |               | 21 января 1981 — 25 января 1981   | Рональд Рейган              |
| Уолтер Барбер-младший   |               | 25 января 1981 — 19 мая 1981      | Рональд Рейган              |
| Энн Барфорд             |               | 20 мая 1981 — 9 марта 1983        | Рональд Рейган              |
| Уильям Рукехауз         |               | 18 мая 1983 — 4 января 1985       | Рональд Рейган              |
| Ли Томас                |               | 8 февраля 1985 — 20 января 1989   | Рональд Рейган              |
| Уильям Райли            |               | 6 февраля 1989 — 20 января 1993   | Джордж Буш-старший          |
| Кэрол Браунер           |               | 22 января 1993 — 19 января 2001   | Билл Клинтон                |
| Кристина Тодд Уитман    |               | 31 января 2001 — 27 июня 2003     | Джордж Буш-младший          |
| Марианна Ламонт Хоринко |               | 14 июля 2003 — 5 ноября 2003      | Джордж Буш-младший          |
| Майк Ливитт             |               | 6 ноября 2003 — 26 января 2005    | Джордж Буш-младший          |
| Стивен Джонсон          |               | 29 апреля 2005 — 20 января 2009   | Джордж Буш-младший          |
| Лиза П. Джексон         |               | 22 января 2009 — 19 февраля 2013  | Барак Обама                 |
| Джина Маккарти          |               | 18 июля 2013 — 20 января 2017     | Барак Обама                 |
| Скотт Прюитт            |               | 17 февраля 2017 — 6 июля 2018     | Дональд Трамп               |
| Эндрю Уилер             |               | 28 февраля 2019 — 20 января 2021  | Дональд Трамп               |
| Майкл Риган             |               | 11 марта 2021 — 20 января 2025    | Джо Байден                  |
| Ли Зелдин               |               | 30 января 2025 —                  | Дональд Трамп               |

## Обязанности администраторов
Отметим, что действующему администратору обычно предлагают временный офис в периоде между отставкой предыдущего администратора и подтверждающим его или её преемника, включая период перехода между двумя президентскими администрациями до того как преемник будет назначен и утверждён. Исполняющий обязанности администратора агентства назначается Сенатом. Линда Фишер и Стивен Джонсон занимали должность заместителя администратора когда их назначили исполняющим обязанности администратора. Марианна Хоринко была в то время помощником администратора. Сенат не утвердил её на пост исполняющего обязанности администратора, но она продолжала работать в качестве полноценного администратора.(как в случае Ли Томаса и Стивена Джонсона)